# Konstantynów (gmina)
Konstantynów (do 1954 gmina Zakanale) – gmina wiejska w województwie lubelskim, w powiecie bialskim. W latach 1975–1998 gmina położona była w województwie bialskopodlaskim.
Siedziba gminy to Konstantynów.
Według danych z 20 lipca 2023 3808 osoby.

## Ochrona przyrody
Na obszarze gminy znajduje się rezerwat przyrody Stary Las chroniący dobrze 
wykształcony fragment grądu z licznymi okazami drzew pomnikowych.

## Struktura powierzchni
Według danych z roku 2002 gmina Konstantynów ma obszar 87,06 km², w tym:
- użytki rolne: 69%
- użytki leśne: 25%

Gmina stanowi 3,16% powierzchni powiatu.

## Demografia

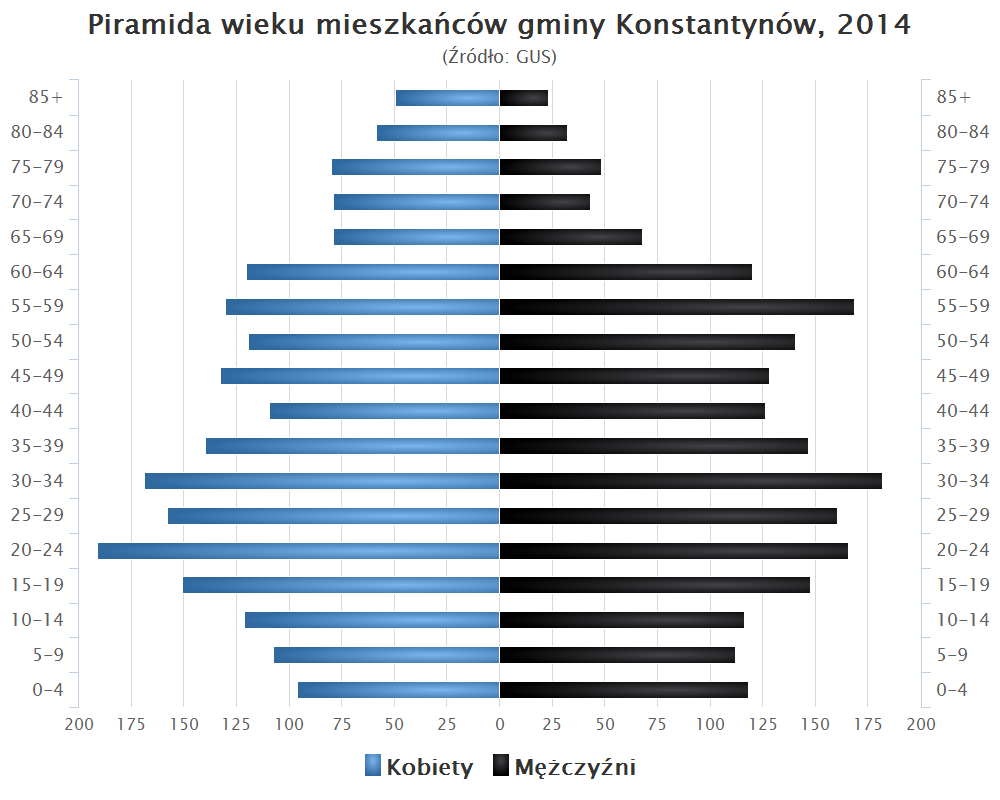
Piramida wieku mieszkańców gminy Konstantynów w 2014 roku

Dane z 30 czerwca 2004:
| Opis                              | Ogółem | Ogółem | Kobiety | Kobiety | Mężczyźni | Mężczyźni |
| --------------------------------- | ------ | ------ | ------- | ------- | --------- | --------- |
| jednostka                         | osób   | %      | osób    | %       | osób      | %         |
| populacja                         | 4124   | 100    | 2096    | 50,8    | 2028      | 49,2      |
| gęstość zaludnienia (mieszk./km²) | 47,4   | 47,4   | 24,1    | 24,1    | 23,3      | 23,3      |

## Sołectwa
Antolin, Gnojno, Komarno, Komarno-Kolonia, Konstantynów, Konstantynów-Kolonia, Solinki, Wandopol, Wiechowicze, Witoldów, Wólka Polinowska, Zakalinki, Zakalinki-Kolonia, Zakanale.
Miejscowościami bez statusu sołectwa są  kolonie: Ludwinów, Międzylesie, Siekierka.

## Sąsiednie gminy
Janów Podlaski, Leśna Podlaska, Mielnik, Sarnaki, Stara Kornica